# NMBS/SNCB-Reihe 13
Die Lokomotiven der Reihe 13 der Belgischen Staatsbahn (NMBS/SNCB) sind elektrische Mehrsystemlokomotiven. Sie wurden im Zeitraum von 1998 bis 2001 bei Alstom gebaut und sind für eine Höchstgeschwindigkeit von 200 km/h zugelassen.
Die Lokomotiven werden hauptsächlich vor innerbelgischen Schnellzügen (IC und IR), aber auch grenzüberschreitend nach Luxemburg und Frankreich eingesetzt.
Die Lokomotiven der Reihe 13 können sowohl unter 3 kV Gleich- als auch unter 25 kV Wechselspannung eingesetzt werden und wurden in einer gemeinsamen Serie von 80 Stück bestellt; 60 davon erhielt die Belgische Staatsbahn, 20 die Luxemburgische Staatsbahn (CFL) als Baureihe 3000.
Die Kopfform und die Führerstandseinrichtung der Reihe 13 wurden für die Steuerwagen der Bauart I11 übernommen, mit denen die Lokomotiven häufig als Wendezüge im Intercity-Dienst eingesetzt werden.

## Einsatzstrecken
- Luxemburg–Brüssel
- Liers–Lüttich–Gouvy–Luxemburg bis 2021, diese Züge werden jetzt von SNCB-Elektrotriebwagen der Baureihe AM08 bedient (von Siemens gebaut und auch als „Desiro“ bekannt),
- Luxemburg–Bettemburg–Thionville im Güterzugdienst.